# CONNETTA
CONNETTA es el segundo álbum original de estudio de la cantante japonesa Ami Suzuki al interior de Avex. También es llamado el join Album. Fue lanzado al mercado el día 21 de marzo del año 2007 bajo el sello avex trax, un año y medio después de su anterior trabajo de estudio.

## Detalles
El título del álbum significa "conexión". También es llamado "álbum join" por ser básicamente un álbum casi compuesto de puras colaboraciones de Ami Suzuki junto a otros artistas al interior de su proyecto "join" a comienzos de febrero del 2007. Contiene los sencillos join de colaboraciones con las bandas Buffalo Daughter, THC!! y Kirinji, aparte de nuevas canciones en conjunto con otros artistas japoneses. Los sencillos lanzados anterior al proyecto "join" como son "Fantastic", "Alright!" y "Like a Love?", también fueron adaptados al proyecto, colocando como genuinas colaboraciones de Ami con los respectivos artistas que participaron en los arreglos de los temas.
El álbum es editado en tres formatos distintos, cada uno con cosas exclusivas que solo son encontradas en la determinada versión. La edición del disco de audio solamente, incluye en edición limitada un libro de fotografías de Ami junto a los artistas join de veinte páginas en total. La edición CD+DVD #1 al interior del DVD incluye un cortometraje titulado "Join" donde Ami interpreta el papel protágonico, y que anteriormente se dio a conocer algo la historia en los sencillos "join" como narration dramas. Y por último la segunda versión de CD+DVD en su DVD incluye cuatro temas interpretados el concierto que Ami realizó para el día de su cumpleaños veinticinco "Happy 25th anniversary". Las dos versiones en el material audiovisual aparte incluyen lo mismo, las mismas canciones, y el DVD los comerciales de los sencillos de Ami, y también imágenes de las grabaciones de los sencillos de colaboración "join".
El álbum tuvo un debut en las listas de Oricon semanales en el puesto n.º 26, la posición más baja alcanzada de un álbum de la joven de toda su carrera. La primera semana vendió solo 8 mil copias, y ya a la segunda semana estaba fuera del ranking. Este álbum es considerado un gran avance musical de Ami Suzuki, que presenta una clara evolución tanto en su música como en los diversos estilos que presenta, pero también es su único álbum que puede considerarse fracaso, al ni siquiera entrar en el Top 20 de las listas, y desaparecer de las listas a la segunda semana de haberse lanzado al mercado. Fanáticos han atribuido esto a lo poco atractivo que en general fue el proyecto ed colaboraciones con artistas "join", aparte de la poca promoción realizada de solo una presentación en vivo de uno de los temas en un evento deportivo. También el hecho de que los tres sencillos lanzados cada siete días de colaboraciones participaban artistas que son de muy bajo perfil incluso en su propio país, por lo que poco llamaron la atención, ninguno alcanzando a vender siquiera 3 mil copias. Tras el lanzamiento de "AROUND THE WORLD", el primer álbum de Avex, se realizó una gira promocional. Sin embargo para el lanzamiento de "CONNETTA" esto no ocurrió debido al fracaso obtenido.
La promoción que obtuvo el álbum fue mediocre. Los videos musicales de "O.K. Funky God" y "Peace Otodoke!!" fueron más hechos de efectos de computador e imágenes de la grabación de los temas en el estudio, y "Sore mo Kitto Shiawase" tiene escenas de la película corta "join". No hubo presentaciones en vivo de Ami para promocionar el álbum, solo invitaciones a algunos programas a conversar. La única presentación en vivo fue realizada por Ami y THC!! para "Peace Otodoke!!" en el evento deportivo de Nissan, y no fue transmitido por televisión. La segunda presentación en vivo de otro de los temas del álbum, "Aozora to Water" junto con Hideki Kaji, fue realizada cuando Ami asistió como invitada secreta a un concierto que Kaji realizó en Japón el 5 de mayo, pero al igual que la anterior tampoco fue transmitida de forma masiva.

## Canciones

### CD
La versión del CD es la misma en las tres versiones del álbum que fueron lanzadas al mercado.
1. Aozora to Water (青空とWater?) / AMI SUZUKI joins Hideki Kaji
2. Alright! / AMI SUZUKI joins HΛL
3. Peace Otodoke!!♡ (Peaceお届け!!♡?) / AMI SUZUKI joins THC!!
4. Dancin' Little Woman / AMI SUZUKI joins SCOOBIE DO / AMI SUZUKI joins Ryotaro Kihara
5. To be Free / AMI SUZUKI joins HΛL
6. Squall ni Nurete (スコールにぬれて?) / AMI SUZUKI joins Kenji Ueda
7. EVERYTHING TO me / AMI SUZUKI joins NORTHERN BRIGHT
8. O.K. Funky God / AMI SUZUKI joins Buffalo Daughter
9. Fantastic / AMI SUZUKI joins Ken Harada
10. Crystal / AMI SUZUKI joins Kazuhito Kikuchi
11. Sore mo Kitto Shiawase (それもきっとしあわせ?) / AMI SUZUKI joins Kirinji
12. Like a Love? / AMI SUZUKI joins Ai Otsuka
13. Aishiteru Kitto (愛してる きっと?) / AMI SUZUKI joins Ayano Tsuji

### DVD (versión 1)
La primera versión CD+DVD del álbum.
1. Original Short Movie「join」
La mini película que relaciona los tres narration dramas incluidos anteriormente en los sencillos "join".
2. Making Movie「BEHIND THE SCENES」
No son las escenas de cómo fue grabada la mini película como podría pensarse, son imágenes sacadas de las grabaciones de cada uno de los temas presentes en el álbum con los distintos artistas "join" en conjunto con Ami a excepción de los sencillos lanzados antes de que comenzara el proyecto "join" -desde "Crystal" a "Like a Love?"- y también "Aozora de Water", ya que a Hideki Kaji le fue enviada la grabación de Ami a Suecia donde él vive y ahí produjo el tema, y posteriormente lo envió a Avex en Japón.
3. 「SINGLE TV-SPOT Collection」
Colección de los comerciales de cada uno de los sencillos desde "Little Crystal" a los sencillos "join".

### DVD (versión 2)
1. Birthday Live 「happy 25th anniversary」@SHIBUYA duo music exchange
Se incluyen cuatro temas que Ami interpretó en el concierto en honor a su cumpleaños n.º 25 -"Like a Love?", "Negaigoto", "Alright!" y "Delightful"- que tomó lugar el 8 de febrero del 2007 en el Duo Music Exchange de Shibuya.
2. Making Movie「BEHIND THE SCENES」
El mismo contenido en que en la versión 1 del DVD fue incluido aquí.
3. 「SINGLE TV-SPOT Collection」
El mismo contenido en que en la versión 1 del DVD fue incluido aquí.

- Datos: Q2993464